# تارکوتا
تارکوتا (به انگلیسی: Tarcutta) یک شهرک در استرالیا است که در نیو ساوت ولز واقع شده‌است.